# Peribolos

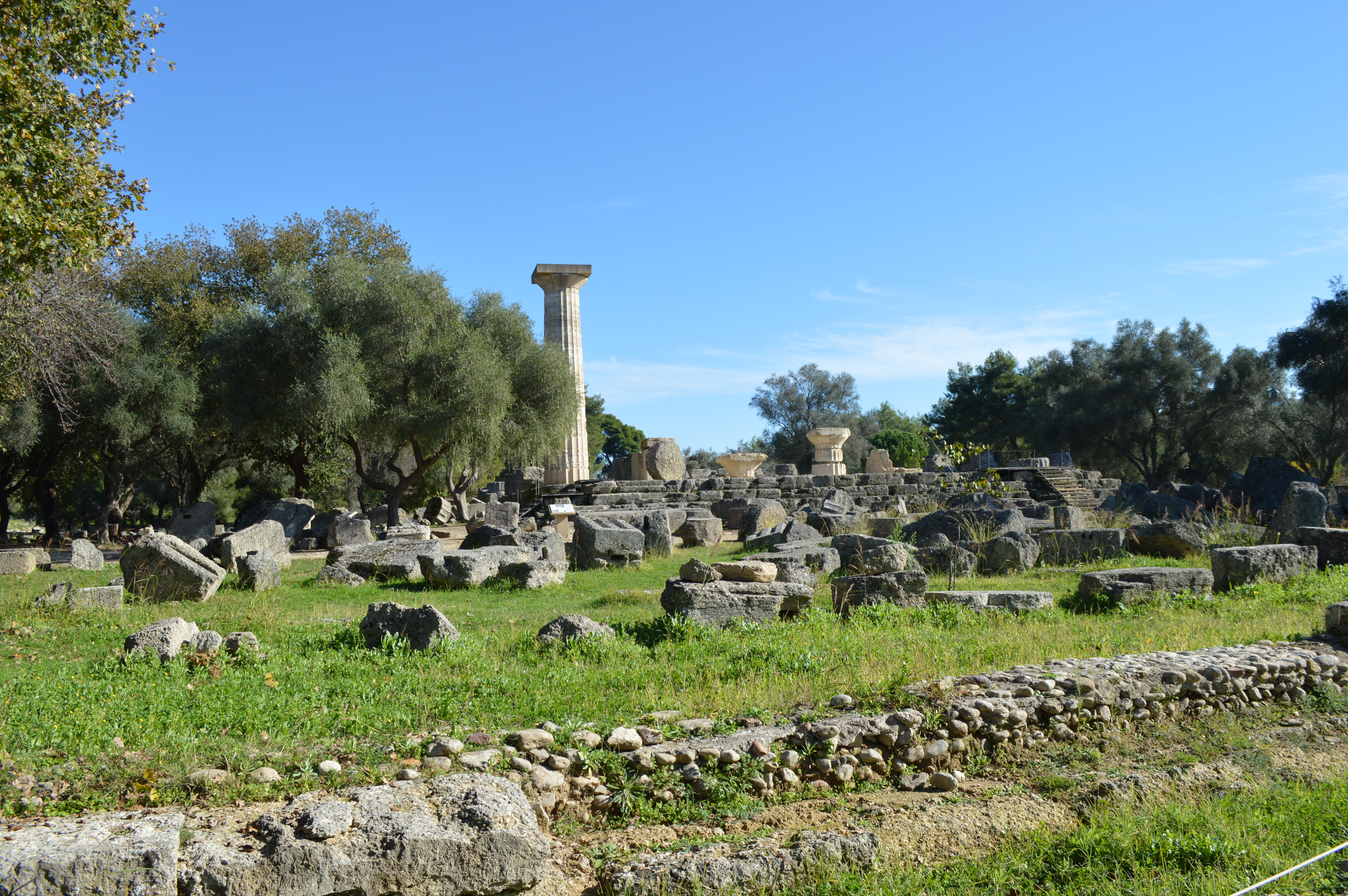
Heratempel von Olympia; Peribolos als einfache Mauer im Vordergrund

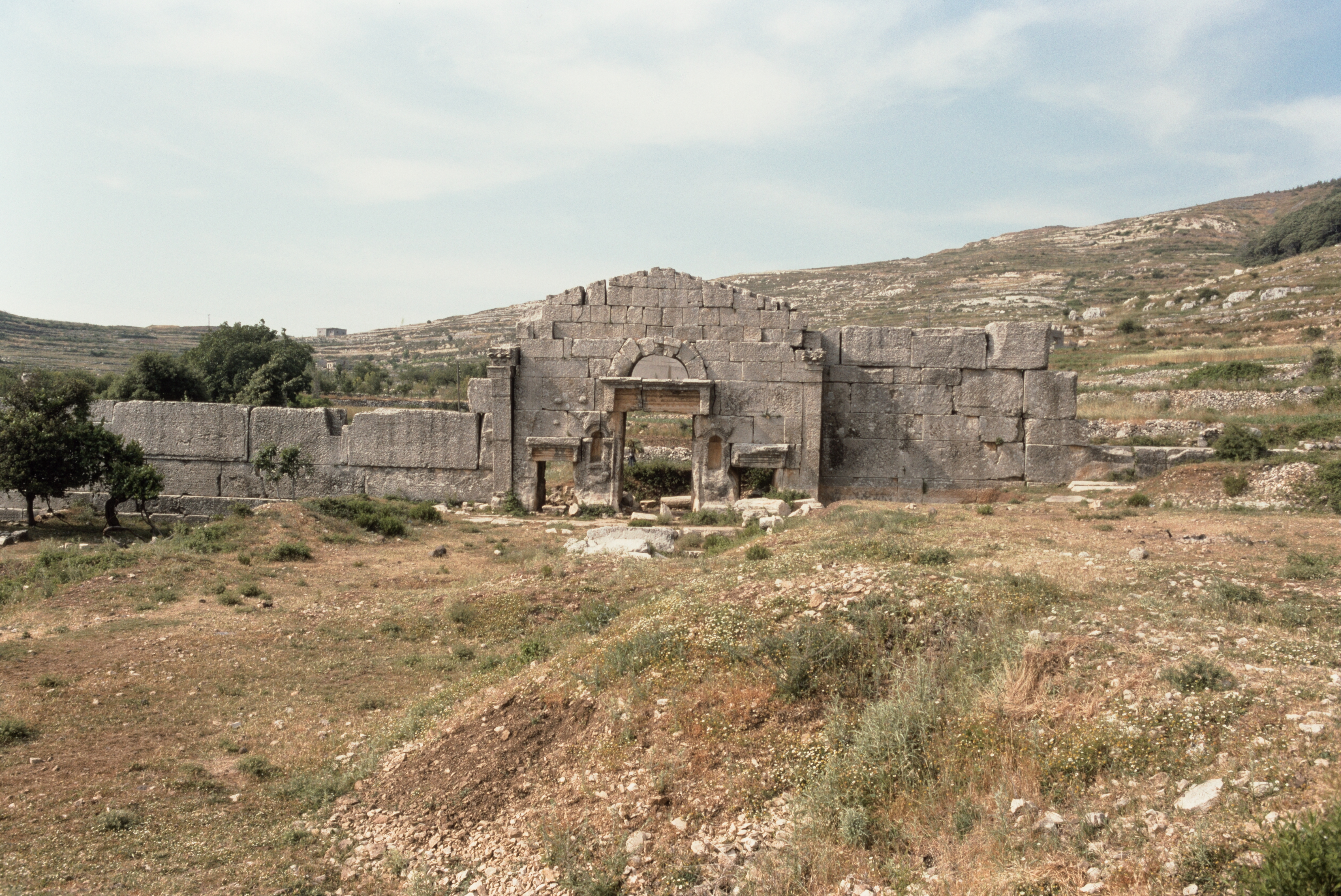
Peribolos mit Propylon am Tempel des Zeus in Hosn Suleiman (arabisch: حصن سليمان; Nordsyrien), dem antiken Baitokaike

Der Peribolos (altgriechisch περίβολος ‚Umfriedung‘, ‚Umzingelung‘; von περὶ peri, deutsch ‚herum‘ und βάλλειν ballein, deutsch ‚werfen‘, ‚legen‘, ‚setzen‘), Plural: Periboloi, ist die bauliche Umgrenzung eines als heilig geltenden Tempelbezirkes (Temenos) im antiken Griechenland.
In der archaischen und klassischen Zeit der griechischen Kultur war ein umlaufender Peribolos kein wesentliches Element des Heiligtums. Der sakrale Raum konnte auch mit einer Reihe von Markierungssteinen gekennzeichnet werden, wobei der Zugang durch das Überqueren einer Grenzlinie zwischen zwei Steinen erfolgte. Statt einfacher Natursteine fanden manchmal Horoi (Singular: Horos), beschriftete Stelen, Verwendung, die in Athen auch profan genutzt wurden, um die Grenzen des Marktplatzes, der Straßen und des Privateigentums zu markieren. Ein Beispiel ist die Grenzmarkierung des Heiligtums für die Tritopatores im antiken Kerameikos in Athen.
In einigen Heiligtümern des antiken Griechenland wurde ein Peribolos erst nachträglich – in verschiedenen Epochen und in unterschiedlicher Bauweise – errichtet. Eine weitere, frühe Möglichkeit der Abgrenzung war ein einfacher Erdwall, der heute jedoch kaum noch archäologisch nachweisbar ist. Dessen Fortentwicklung war eine einfache Mauer, aus nicht oder kaum bearbeiteten Steinen. Ein Beispiel ist der Peribolos des dorischen Heratempels in Olympia (Griechenland) (ca. 600 v. Chr.).
Später wurden Periboloi mit Hallen und Säulengängen umzogen, manchmal mit Statuen reich verziert und mit einem monumentalen Zugang (Propylon) versehen. Der Tempel der Hekate (Hekataion) aus dem 4. Jahrhundert v. Chr. in der antiken Stadt Lagina in der Türkei war von einer wahrscheinlich einst zwei Meter hohen Mauer aus sorgfältig behauenen und bossierten Quadern umgeben. Der Peribolos bildete gleichzeitig die Rückwand der Stoa und ist älter als der Hekate-Tempel.
Ein heute noch sichtbares, besonders prächtiges Beispiel aus vorrömischer Zeit ist der Peribolos des Apollon der Agora von Korinth, der als abgegrenzter Hof mit ionischen Säulen aus Marmor erbaut war. Er war nicht nur symbolische Umfassung, sondern diente auch durchaus profanen Zwecken, denn er bot Schutz vor schlechtem Wetter und Rückzug vom Lärm und Verkehr der angrenzenden Lechaion-Straße. Geschmückt war er mit einer Bronzestatue des Apollon und, wie Pausanias berichtet, einem Gemälde von Odysseus, der die Freier bekämpft. Eine im 5. Jahrhundert v. Chr. erbaute Treppenanlage führte zum klaren Wasser des Brunnenhauses der Peirene im Süden.
Bei Grabbauten trennten Periboloi die Grabmale symbolisch vom Diesseits, sie können als Vorläufer der heutigen Grabeinfassungen angesehen werden. Im Mittelalter wurde der Begriff auf ummauerte, heilige Bezirke übertragen. In fast allen frühen Kulturen stellten Einhegungen der unterschiedlichsten Art übliche Abgrenzungen des profanen vom sakralen Raum dar.